# إيفل زون
إيفل زون (بالإنجليزية: Evil Zone)، هي لعبة فيديو يابانية، من تطوير ونشر يوكز فيوتشر ميديا كرايتوز، صدرت اللعبة في الأسواق سنة 1999، وتعمل على منصة بلاي ستيشن الحصرية.